# Lipowe (powiat limanowski)
Lipowe – wieś w Polsce położona w województwie małopolskim, w powiecie limanowskim, w gminie Limanowa}. Jest położona 570 m n.p.m.
W latach 1975–1998 miejscowość administracyjnie należała do województwa nowosądeckiego.

## Historia
Lipowe występuje w źródłach pisanych w początkach XV w. (1415 r.) jako wieś zagospodarowana – powstać więc musiała wcześniej. Pierwszymi znanymi właścicielami byli Słupscy herbu "Drużyna", potem wieś należała głównie do właścicieli klucza limanowskiego. Trudno dzisiaj dociec, czy nazwa wzgórza pochodzi od gajów lipowych. Miejscowa legenda głosi, że ówczesny dziedzic Lipowego Dygasiński w roku 1787 przegrać miał w karty do właściciela sąsiednich Słopnic 12 zagród, które przyłączone zostały do majętności nowego właściciela – dziś jest to tzw. Lipowe Słopnickie.

W 1810 r. jedną rolę kmiecą kupił limanowski proboszcz ks. Jan Duszyński, przeznaczając ją na utrzymanie drugiego wikarego. Ten sam ksiądz kilka lat później nabył również od Srokowskich teren położony na szczycie wzgórza. W 1848 r. wieś liczyła 24 gospodarstwa, część ziemi należała do folwarku parafialnego.